# Los Callejones, Veracruz
Los Callejones är en ort i Mexiko.   Den ligger i kommunen Chontla och delstaten Veracruz, i den sydöstra delen av landet, 240 km nordost om huvudstaden Mexico City. Los Callejones ligger 126 meter över havet och antalet invånare är 405.
Terrängen runt Los Callejones är platt. Runt Los Callejones är det ganska tätbefolkat, med 67 invånare per kvadratkilometer. Närmaste större samhälle är Ixcatepec, 11,0 km söder om Los Callejones. Trakten runt Los Callejones består till största delen av jordbruksmark.